# چنگر پاسرخ
چنگر پاسرخ با نام علمی Fulica armillat پرنده‌ای از سردهٔ چنگرها است که در آرژانتین، جنوب برزیل، شیلی، پاراگوئه و اوروگوئه یافت می‌شود و به طور پراکنده در بولیوی و جزایر فالکلند نیز مشاهده شده است. زیستگاه این پرنده دریاچه‌های با پوشش گیاهی مناسب و باتلاق‌هاست.